# Хомчук Оксана Олексіївна
Оксана Олексіївна Хомчук (2 травня 1962, Київ, УРСР) — український та американський історик, філософ, редакторка-видавець, доктор філософії (Ілінойського університету в м. Чикаго), кандидат історичних наук (Україна), головний редактор зареєстрованого у США україномовного релігійно-історичного церковного журналу «Українці Америки за Київський Патріархат».

## Біографія
Народилась у Києві, закінчила в 1979 році київську школу № 204, а в 1984 році закінчила історичний факультет Київського університету імені Т. Г. Шевченка.
У 1984—1985 рр. завідувала Ленінським залом Київського міського палацу піонерів і школярів ім. М. Островського. У 1986—1989 рр. — аспірантка, у 1989—1990 рр. — молодший науковий співробітник відділу зарубіжної історіографії, у 1991—1994 рр. — старший науковий співробітник відділу зарубіжної україністики, у 1994—1997 рр. — старший науковий співробітник відділу української історіографії Інституту історії України НАН України..
За даними Сергія Білокіня, Оксана дістала архіви ряду діаспорних діячів, зокрема — Сидіра Кравця..
У 1994 році Оксана Хомчук за дорученням Міністерства освіти України готувала шкільний підручник з всесвітньої історії ХХ століття .
У 1997 році переїхала на постійне проживання у США, стала викладачкою Ілінойського (Чиказького) університету, та головним редактором новоствореного журналу «Українці Америки за Київський Патріархат» (Ukrainians of America for Kyivan Patriarchate), з офісом у м. Бедфорд, штат Іллінойс. Проживає у південно-західному передмісті м. Чикаго — селищі Кларендон-Хіллс. Вона мала фінансову підтримку від Голови Українського Братства Святого Петра Могили у США Івана Деркача.
Також входила до оргкомітету громадсько-церковного руху «Українці Америки за Київський Патріархат», до якого належали священики УПЦ-КП у США Сергій Кіндзерявий-Пастухів, Стефан Посаківський, та інші.
У Чикаго в 1999 році була удостоєна вченого ступеню доктор філософських ступенів історії (Phd).
16 червня 2003 року Оксана Хомчук взяла участь у проведеній Ілінойським університетом у м. Чикаго 22-ій щорічній українознавчій науковій конференції «Україна: вчора, сьогодні та завтра», на якій виголосила доповідь «Українська Православна Церква в еміграції та в Україні: проблеми діалогу», а також презентувала свою україномовну книгу "Церква поза церковною огорожею. Розколи і руйнація Української Православної Церкви в пошуках «константинопольського визнання» (Чикаго, 2002). Конференцію відкрив, та взяв участь у презентаціях відомий український поет Дмитро Павличко, як повідомив місцевий журналіст Мирон Куропас..
Позитивно оцінили основні ідеї даної монографії Оксани Хомчук мистецтвознавець та доктор теології Київської духовної академії УПЦ-КП Степовик Дмитро Власович — автор окремої рецензії, та редактор часопису «Дух і літера» Мирослав Попович — в окремій анотації. Нейтрально та з певною критикою до праць Хомчук поставилися доктор історичних наук Преловська Ірина Миколаївна (не погодилася з крайніми негативними оцінками Хомчук на адресу митрополита Іоанна Теодоровича через його перевисвяту від Константинопольського Патріархату), та історик з Острозької академії Смирнов Андрій Іванович, який приписав Оксані Хомчук певні симпатії до ідеології УАПЦ-Соборноправної.
Великий резонанс у США та Канаді у 2016 році мала україномовна книга Оксани Хомчук «Аляска після Росії», яку вона написала у співавторстві зі своїм братом, також викладачем Чиказького університету Хомчуком Тарасом Олексійовичем (PhD Candidate), уродженцем Києва, померлим 2017 року.
.

## Праці
Статті
1. Сокровенная мечта М. А. Башкирцевой // Журнал «Радуга», 1985, № 1.
2. Деякі питання марксистської критики буржуазної історіографії Великого Жовтня // Український історичний журнал. — 1987. — № 9. — C. 25-37.
3. Современная итальянская немарксистская историография Великого Октября // Молодежь и актуальные проблемы исторической науки. К., 1988. С. 290—292.
4. Khomchuk, Oksana. «Cossacks of Kuban: With Whom and Where To?» // News from Ukraine 44 (1990): 5.
5. Khomchuk, Oksana. «'Don't leave us alone. Does Ukraine Need Diaspora that Has no Hard Currency?» // News From Ukraine. № 50 (1990): 5.
6. На дорозі між Україною та Росією є плями, які не виводяться навіть російською нафтою // Пост-поступ, 1994. № 37.
7. Всесвітня історія: проблеми викладання. Державні тоталітарні системи першої половини 20 століття // Журнал «Рідна школа». 1994. № 7. С. 56-59.
8. Khomchuk, Oksana. The far right in Russia and Ukraine // The Harriman Review (Peoples, Nations, Identities: The Russian-Ukrainian Encounter), № 8/2 (July 1995), pp. 40–44.
9. Поняття ментальності в суспільних науках // Журнал «Генеза». 1995. № 1, с. 12-13.
10. Вальс з кістяками // Журнал «Рідна школа». 1995. № 2–3
11. 75-річчя незалежного українського православ'я // Українці Америки за Київський Патріархат. 1997, лютий. — С.12-14.
12. Мазепа і Філарет: історична розвідка // Українці Америки за Київський Патріархат. 1997, березень. — С.12-15.
13. Українська Православна Церква у пошуках визнання // Українці Америки за Київський Патріархат. 2002, січень. — С.24.
14. Khomchuk, Oksana. The Ukrainian Orthodox Church in Emigration and in Ukraine. Problems of Dialogue (atrticle) // Ukraine: Yesterday, Today and Tomorrow. Materials of the 22nd annual Conference on Ukrainian Subjects at the University of Illinois. June 16, 2003. Chicago, 2004.

Інші наукові праці.
1. Тысячелетие крещения Руси: Материалы конференции. Киев, 1988 (упорядник).
2. Итальянская немарксистская историография о социально-экономических предпосылках Великой Октябрьской социалистической революции (критический анализ). Диссертация… кандидата исторических наук: 07.00.09 / Институт истории АН УССР. — Киев, 1989.
3. Українська Православна Церква в США — з Києвом чи Істамбулом? Чикаго, 1997.
4. Українська Православна Церква у XX столітті на чужині. Чикаго-Київ, 2000.
5. Церква поза церковною огорожею. Розколи і руйнація Української Православної Церкви в пошуках «константинопольського визнання». — Чикаго, 2002.
6. Аляска після Росії. (Серія «Orthodoxy in The History of America»). Чикаго-Київ, 2016 (у співавторстві з Тарасом Хомчуком).